# بارابند
بارابند، روستایی از توابع بخش مرکزی شهرستان همدان در استان همدان ایران است.

## جمعیت و تاریخچه و اهمیت
این روستا در دهستان گنبد قرار دارد و براساس سرشماری مرکز آمار ایران در سال ۱۳۹۵، جمعیت آن ۱۲۸ نفر (۴۳خانوار) بوده‌است.
این روستا یکی از بهترین روستاهای شهرستان همدان است که با دارا بودن اماکن تاریخی و کوه زیبا با نام خود روستا می‌باشد.
این روستا دارای غلات همچون جو؛ گندم و … که بخش بزرگی از احتیاجات شهر را تأمین می‌کند.
کوه این روستا به عنوان یکی از ایستگاه‌های پرواز با پاراگلایدر در استان ثبت شده که هر ساله پذیرای عده زیادی از علاقه مندان این رشته مهیج از سراسر استان و حتی استانهای همجوار کشور است. از محصولات باغی روستا، انگور و بادام و گردو می‌باشد که انگور ان از نظر کیفیت در منطقه دارای شهرت است.